# 고산로 (해남군)
고산로(Gosan-ro)는 전라남도 해남군 해남읍 평남교차로에서 현산면 구시교차로까지 연결하는 전라남도의 도로이다.

## 주요 경유지
전라남도
- 해남군 (해남읍 . 삼산면 . 현산면)

## 노선
| 이름                 | 접속 노선                          | 소재지 | 소재지 | 비고 |
| -------------------- | ---------------------------------- | ------ | ------ | ---- |
| 평남 교차로          | 남부순환로                         | 해남군 | 해남읍 |      |
| 평동 교차로          | 국도 제13호선 (공룡대로)           | 해남군 | 해남읍 |      |
| 신안교               |                                    | 해남군 | 해남읍 |      |
| 해남읍 연동리사거리  | 남송2길                            | 해남군 | 해남읍 |      |
| 해남읍 연동리삼거리  |                                    | 해남군 | 해남읍 |      |
| 삼산면 감당리삼거리  | 황리길                             | 해남군 | 삼산면 |      |
| 삼산면 신흥리 삼거리 | 창리길                             | 해남군 | 삼산면 |      |
| 삼산면 신기리 사거리 | 지방도 제827호선 (오소재길) 용두길 | 해남군 | 삼산면 |      |
| 광천교               |                                    | 해남군 | 삼산면 |      |
| 삼산면신리 삼거리    | 총리길                             | 해남군 | 삼산면 |      |
| 매정교               |                                    | 해남군 | 삼산면 |      |
| 매정사거리           | 구림큰길                           | 해남군 | 삼산면 |      |
| 구시 교차로          | 국도 제13호선 (공룡대로)           | 해남군 | 현산면 |      |

## 주요 시설및 건물
- 농협 해남옥천농협 하나로마트 삼산점 (고산로 512/평활리 1109-7)
- 미니스톱 해남삼산점 (고산로 514/평활리 884-8)
- 해남삼산우체국 (고산로 521/평활리 884-10)
- 삼산초등학교 (고산로 586/충리 97-4)
- S-OIL 동그라미주유소 (고산로 696/구림리 342-1)